# Období Džómon
Období Džómon (japonsky: 縄文時代; Džómon džidai) je japonské prehistorické období trvající přibližně od roku 10 000 př. n. l. až do roku 300 př. n. l.
Termín Džómon v japonštině znamená „provazový vzor“ a vztahuje se ke keramice, která byla tímto způsobem zdobená. Keramika Džómon byla první na světě. Byly vyráběny sošky v podobě zvířat nebo v podobě ženy nazývané dogú (土偶). Sošky mužů jsou nacházeny vzácně.

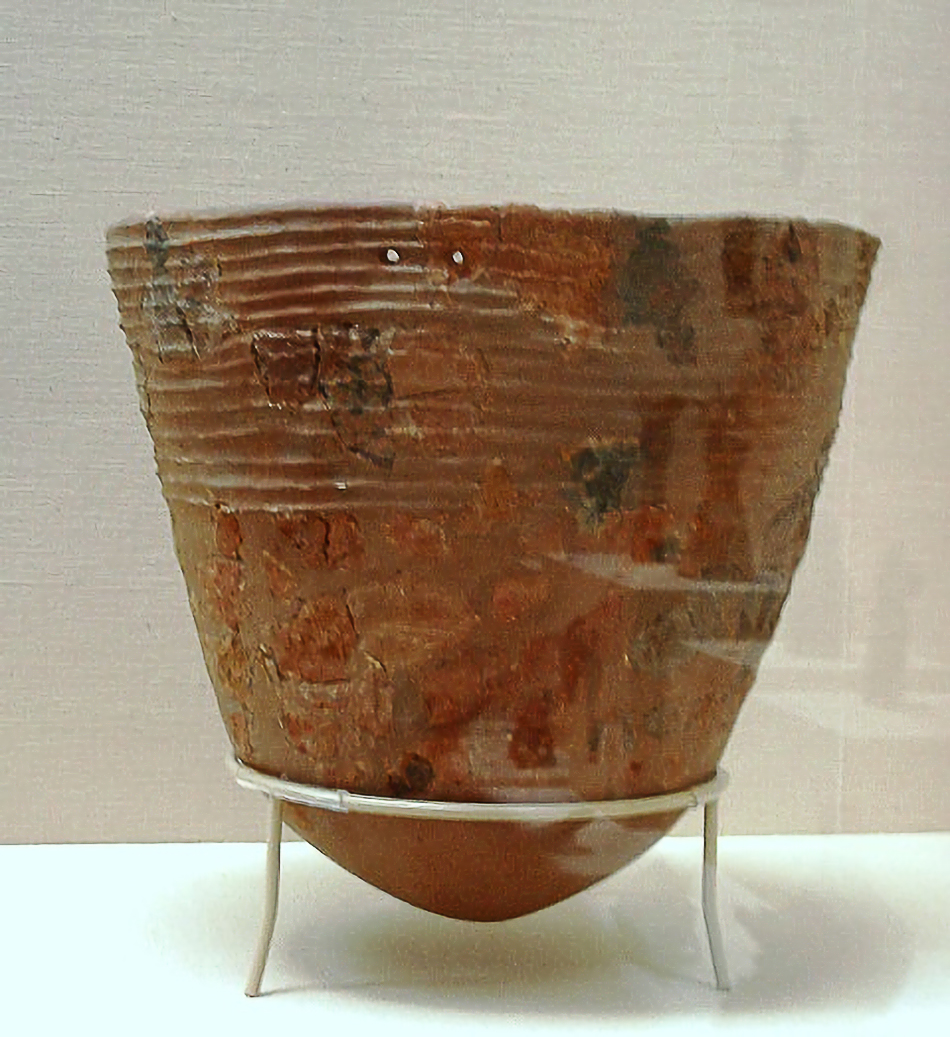
Keramika z počátku období Džómon

Období Džómon mělo šest částí
- počáteční – 10 500 až 8 000 př. n. l.
- rané – 8 000 až 5 000 př. n. l.
- první – 5 000 až 2 500 př. n. l.
- střední – 2 500 až 1 500 př. n. l.
- pozdní – 1 500 až 1 000 př. n. l.
- terminální – 1 000 až 300 př. n. l.

Jednotlivé části se od sebe odlišují typem archeologických nálezů, především keramiky, které do nich spadají. Někdy je počáteční období vynecháváno a začátek období Džómon se klade až do roku 8000 př. n. l.
K významným archeologickým nalezištím keramiky Džómon patří jeskyně Fukui v prefektuře Nagasaki na Kjúšú a skalní sídliště Kamikuroiwa v prefektuře Ehime na Šikoku. Prehistorická naleziště éry Džómon v severním Japonsku byla v roce 2021 zapsána na seznam světového kulturního dědictví UNESCO. 
Nejnovější výsledky měření stáří džómonské keramiky pomocí radiokarbonové metody posunují počátek období Džómon až do roku 14 500 př. n. l.